# 748

## Nașteri
- 2 aprilie: Carol cel Mare, rege al francilor din 768 (d. 814)

- Abu-l-'Atahiya, poet arab (d. 828)

## Decese
- 18 ianuarie: Odilo (Uatalo), nobil aleman, fiu al lui Gotfrid de Alemania din familia Agilolfingilor și tatăl lui Tassilo I de Bavaria (n. ?)